# Convento do Bom Jesus de Valverde
O Convento do Bom Jesus de Valverde, situado na Quinta do Paço de Valverde, é um antigo convento situado na atual freguesia de Nossa Senhora da Tourega e Nossa Senhora de Guadalupe, a 12Km da cidade de Évora.
Foi mandado edificar no século XVI pelo Cardeal Infante Dom Henrique, primeiro arcebispo de Évora e futuro rei Henrique I de Portugal, nos terrenos da Quinta do Paço de Valverde, para albergar uma comunidade de frades capuchos. O convento encerrou em 1834 devido a extinção das Ordens Religiosas.
Em 1980 o convento foi incorporado na Universidade de Évora
Do conjunto destaca-se a capela de micro-arquitectura renascentista, inspirada em modelos clássicos italianos. A sua traça foi atribuída a Diogo de Torralva, embora essa atribuição tenha sido contestada; segundo estudos mais recentes a conceção arquitetónica será de Miguel de Arruda (construção de Manuel Pires). O pequeno templo tem planta em cruz grega, formada pelo corpo central, octogonal nas suas faces exteriores, cortadas pela inserção de quatro capelas radiantes, igualmente de planta oitavada. A cúpula central ergue-se sobre um tambor muito elevado, rasgado por oito janelas. O claustro, de pequenas dimensões, tem planta quadrada com arcarias redondas e colunas de ordem toscana no piso inferior.
A capela e claustro do Convento do Bom Jesus de Valverde encontram-se classificados como Imóvel de Interesse Público.